# 杉廬県
杉廬県（さんろ-けん）は中華人民共和国吉林省にかつて存在した県。現在の延辺朝鮮族自治州安図県一帯に相当する。
渤海により設置され、遼代に廃止された。